# 克日溫
克日溫是波蘭的城鎮，位於該國西部，由大波蘭省負責管轄，面積1.67平方公里，最高點海拔高度75米，2006年人口1,547。第二次世界大戰期間，納粹德國在1939年9月至1945年期間佔領該鎮。

## 外部連結
- http://www.krzywin.pl/（页面存档备份，存于）

51°57′35″N 16°49′10″E / 51.95972°N 16.81944°E